# 松島駅
松島駅（まつしまえき）は、宮城県宮城郡松島町松島字小梨屋にある、東日本旅客鉄道（JR東日本）東北本線の駅である。塩釜駅 - 当駅間の駅間距離は東北本線全体で最も長い。
この記事では、岩切駅 - 品井沼駅間の旧線に存在していた、初代の松島駅についても記述する。

## 歴史

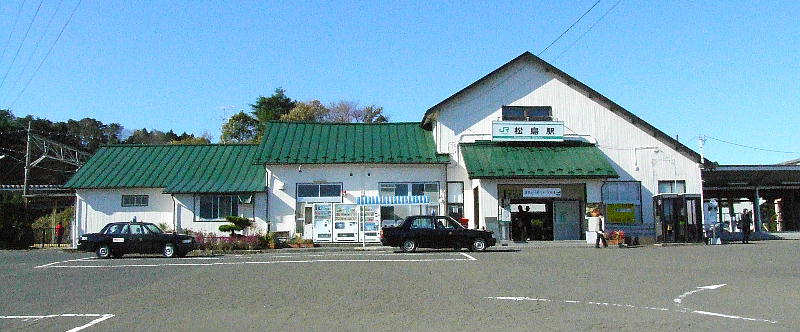
旧駅舎（2007年11月）

東北本線を建設した私鉄であった日本鉄道が、1890年（明治23年）4月16日にこの区間を開業した際には、岩切駅 - 小牛田駅間は山沿いのルート（現在の利府駅経由、利府駅は1894年開業）で開業し、この区間に初代の松島駅が置かれていた（北緯38度23分57.4秒 東経141度3分22.2秒 / 北緯38.399278度 東経141.056167度）。その後、1913年（大正2年）3月20日に利府駅 - 当駅間に赤沼信号所、1918年（大正7年）8月16日に当駅 - 鹿島台駅間に幡谷信号所が設置され、これらは1922年（大正11年）4月1日に名称改正で信号所から信号場とされた。そして幡谷信号場は1932年（昭和7年）12月26日に駅に昇格し、品井沼駅となった。
利府駅・初代当駅を経由する東北本線は、最大16.7パーミルの勾配を抱える区間であった。このために補助機関車の連結を必要としていた。
第二次世界大戦中に、輸送力増強の必要性から海岸周りの勾配の緩い路線を建設することになり、1944年（昭和19年）11月15日に開業した。旧線は山線、新線は海線と通称された。ただし当初、海線は貨物列車専用であった。2代目の松島駅は、この海線上に新松島信号場として、路線開業と同日に開設された（北緯38度22分47.4秒 東経141度3分58秒 / 北緯38.379833度 東経141.06611度）。
第二次世界大戦後になると、距離は山線が21.2キロメートル、海線が21.6キロメートルと海線の方が400メートル長いものの、勾配が緩く曲線半径も大きいなど線形が良いことから、海線の方に旅客列車が運転されるようになっていった。また、海線にあるトンネルは複線対応で掘られており、用地も多くが複線で確保されていたこともあり、複線化に際して海線の方が選択されることになった。この方針が固まったことから、1956年（昭和31年）7月9日に新松島信号場が新松島駅へ昇格した。
複線化工事が進展し、1962年（昭和37年）4月15日には陸前山王駅 - 新松島駅間が、4月20日には新松島駅 - 品井沼駅間が複線化された。これにより、山線の松島駅 - 品井沼駅間が4月20日に、利府駅 - 松島駅間が7月1日にそれぞれ廃止となった。山線の岩切駅 - 利府駅間は、利府に代替交通がないとの理由で存続し、現存している。初代松島駅廃止に伴い、同日新松島駅が改称されて2代目の松島駅となった。また、初代松島駅と2代目松島駅の距離が離れていたことから、初代松島駅に近い海線上に同日愛宕駅が開設された（北緯38度23分50.4秒 東経141度3分54.2秒 / 北緯38.397333度 東経141.065056度）。（初代）松島駅の駅舎は松島町に払い下げられ、今は松島町健康館の建物として利用されている。
また、宮城電気鉄道（現・JR仙石線）の運営会社が設立された1922年（大正11年）に、（初代）松島駅前から松島海岸まで松島電車という路面電車が開通したが、1927年（昭和2年）に仙台市街と直結する宮電・松島公園駅（後のJR仙石線・松島海岸駅。北緯38度22分6.4秒 東経141度3分31.4秒）が開業すると業績不振に陥り、1938年（昭和13年）に運行休止し、1944年（昭和19年）に廃止された。現・松島駅は松島電車の松島高城停留所と新富山停留所の間に位置している。

### 年表
- 1890年（明治23年）4月16日：日本鉄道により、山線上に初代松島駅が開業[4]。
- 1906年（明治39年）11月1日：日本鉄道が国有化し、国有鉄道の駅となる[4]。
- 1944年（昭和19年）11月15日：海線の開業により、新松島信号場（しんまつしましんごうじょう）が開業[2]。
- 1956年（昭和31年）7月9日：新松島信号場が新松島駅（しんまつしまえき）に昇格[5]。
- 1962年（昭和37年）
  - 4月15日：陸前山王駅 - 新松島駅間が複線化。
  - 4月20日：新松島駅 - 品井沼駅間が複線化。山線の松島駅 - 品井沼駅間が廃止[4]。
  - 7月1日：山線の利府駅 - 松島駅間が廃止[4]、同日新松島駅を改称して2代目松島駅とする[2]。
- 1971年（昭和46年）11月30日：貨物の取り扱いを廃止[2]。
- 1985年（昭和60年）3月14日：荷物扱い廃止[2]。
- 1987年（昭和62年）4月1日：国鉄分割民営化により、東日本旅客鉄道の駅となる[2]。
- 2003年（平成15年）
  - 3月6日：自動改札機を導入。
  - 10月26日：ICカード「Suica」の利用が可能となる[報道 1]。
- 2009年（平成21年）
  - 11月30日：駅舎建替工事に伴い、キオスク松島店が閉店。
  - 12月6日：始発列車から仮駅舎での営業を開始。
- 2010年（平成22年）3月28日：新駅舎の供用を開始[報道 2]。
- 2013年（平成25年）10月1日：直営駅（松島海岸駅所属松島駅在勤）から業務委託駅（JR東日本東北総合サービス）となる。
- 2015年（平成27年）5月30日：当駅から高城町駅までの支線が開業[報道 3]。
- 2021年（令和3年）12月1日：松島海岸駅の業務委託化に伴い、管理駅が仙台駅に変更。
- 2023年（令和5年）10月31日：みどりの窓口の営業を終了[6]。
- 2024年（令和6年）10月1日：えきねっとQチケのサービスを開始[3][報道 4]。

### 仙石線との接続線設置

松島駅付近の路線図

2011年（平成23年）の東日本大震災で不通となっていた仙石線の高城町駅 - 陸前小野駅間の復旧工事の終了に時期をあわせて当駅付近と高城町駅付近の間に接続線を設け、仙石線の石巻駅方面からの列車を東北本線に乗り入れ仙台駅まで直通させることが計画され、2015年（平成27年）5月30日から営業運行を開始した。
当駅は線路名称上の接続線分岐駅となるが、実際の分岐点は塩釜駅 - 当駅間に設けられるため、当駅に接続線経由列車の乗降設備は置かれない。ただし、経由列車は当駅を経由するものとして扱われるため、塩釜駅 - 当駅間に区間外乗車の特例が設定されている。
このほか、仙石東北ラインの列車がない時間に同路線を経路に含む101キロメートル以上の乗車券（仙台近郊区間完結を除く）や定期券（主に愛宕方面から手樽方面結ぶ区間）で、松島駅で途中下車して、高城町駅から再び乗車する方法もある（その逆も可）。また、仙石東北ラインを経路に含む定期券・回数券（ただし、回数券は途中下車は認められない）で松島駅にて乗下車することもできる。いずれの場合も部分放棄となるが、部分的な払い戻しは行われない。

## 駅構造
地上駅である。駅舎側から、単式ホーム1面1線（1番線）と島式ホーム1面2線（2・3番線）、計2面3線のホームを有する。ホームはカーブしている。互いのホームは跨線橋で連絡している。また、1番線と2番線の間に横取線が1線あり、保線用車両の留置に利用されている。
仙台駅管理の業務委託駅（JR東日本東北総合サービス委託）である。お客さまサポートコールシステムが導入されており、一部の時間帯はインターホンによる案内となる。また、自動券売機と自動改札機（Suica、えきねっとQチケ対応）が設置されているほか、通常の改札口の隣に臨時改札口を備えており、8月17日の松島灯籠流し花火大会で使用されることがある。ただし、臨時改札口には出改札機器は設置されていない。
2009年（平成21年）12月から駅舎老朽化等のため仮駅舎を設置しての建て替えが行われた。新駅舎は、「日本三景松島」に合わせた和風建築でホームの段差（50センチメートル）を解消しバリアフリー化を図っており、2010年（平成22年）3月に供用が開始された。
仙石線・東北本線接続線は、当駅ホームの塩釜寄り手前で分岐（この分岐点は当駅構内扱い）し、すぐに仙石線に合流する形となっている。かつてはほぼ同じ位置に仙石線との渡り線（工事車両用の横取線）が設けられており、構造上は当駅から松島海岸駅方面に直通する形となっていたが、接続線建設に伴い撤去された。

### のりば
| 番線 | 路線      | 方向                     | 行先                     |
| ---- | --------- | ------------------------ | ------------------------ |
| 1    | ■東北本線 | 上り                     | 仙台・福島方面           |
| 2    | ■東北本線 | （上下ともに一部の列車） | （上下ともに一部の列車） |
| 3    | ■東北本線 | 下り                     | 小牛田・一ノ関方面       |

- 当駅始発は2番線を使用。
- 夜間留置は設定されておらず、最終列車到着後はそのまま折り返し回送となる。

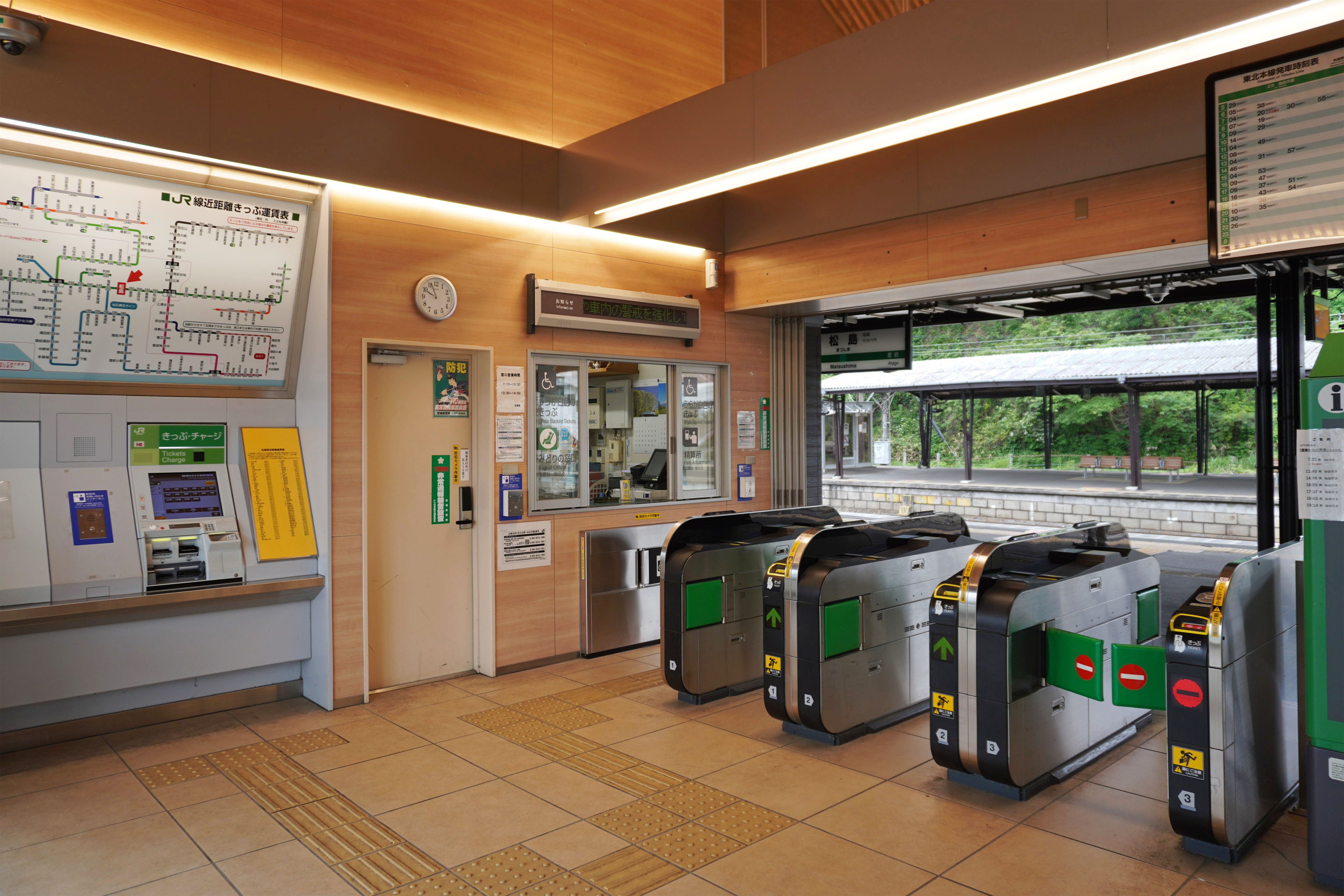
改札口（2023年5月）
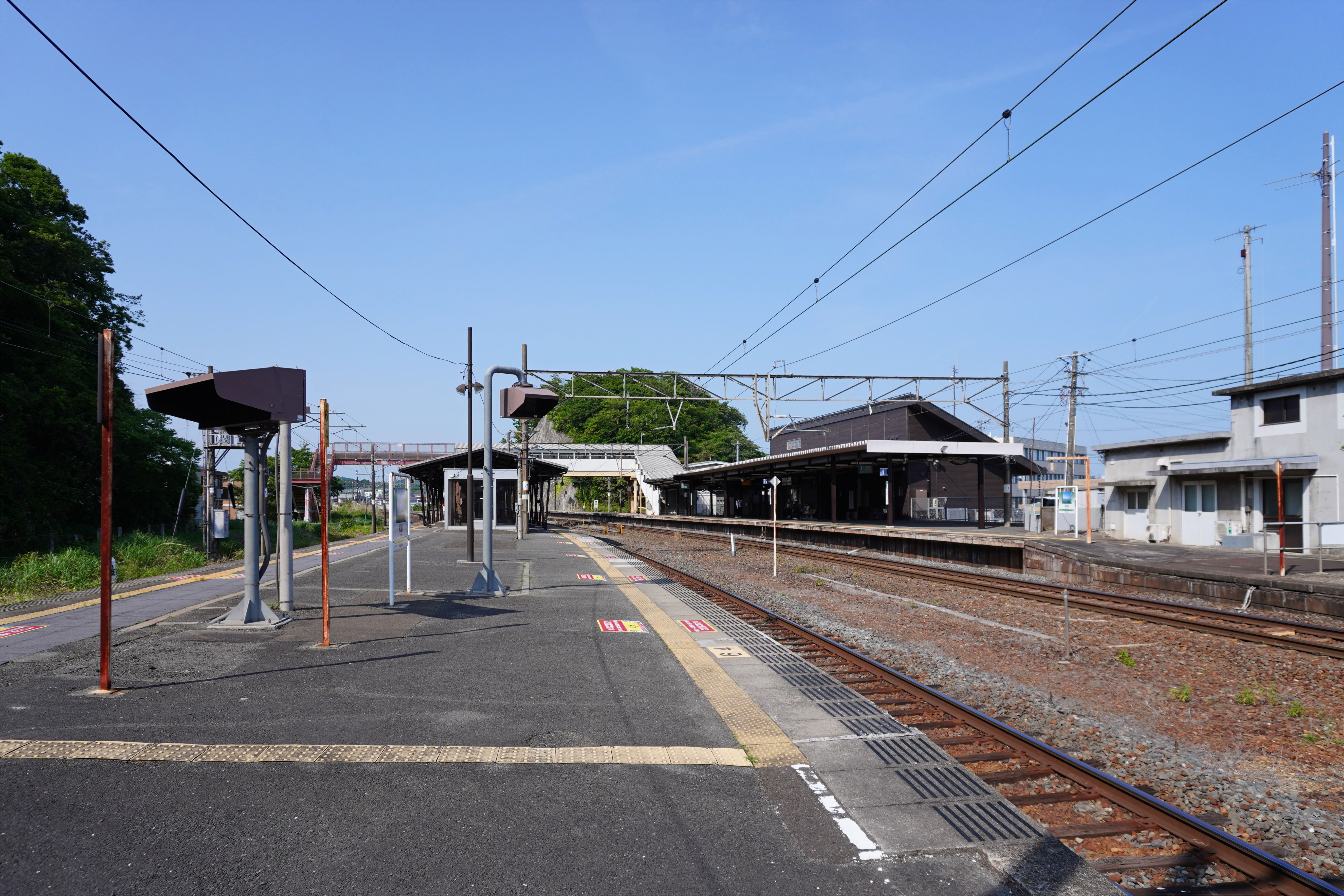
ホーム（2023年5月）

## 利用状況
JR東日本によると、2023年度（令和5年度）の1日平均乗車人員は674人である。
2000年度（平成12年度）以降の推移は以下のとおりである。仙石東北ラインの開業に伴い利便性の高くなった高城町駅の乗客が増加した一方、当駅の乗客は減少している。
| 1日平均乗車人員推移 | 1日平均乗車人員推移 | 1日平均乗車人員推移 | 1日平均乗車人員推移 | 1日平均乗車人員推移 |
| 年度                | 定期外              | 定期                | 合計                | 出典                |
| ------------------- | ------------------- | ------------------- | ------------------- | ------------------- |
| 2000年（平成12年）  |                     |                     | 1,731               | [ 利用客数 2 ]      |
| 2001年（平成13年）  |                     |                     | 1,634               | [ 利用客数 3 ]      |
| 2002年（平成14年）  |                     |                     | 1,588               | [ 利用客数 4 ]      |
| 2003年（平成15年）  |                     |                     | 1,581               | [ 利用客数 5 ]      |
| 2004年（平成16年）  |                     |                     | 1,582               | [ 利用客数 6 ]      |
| 2005年（平成17年）  |                     |                     | 1,527               | [ 利用客数 7 ]      |
| 2006年（平成18年）  |                     |                     | 1,477               | [ 利用客数 8 ]      |
| 2007年（平成19年）  |                     |                     | 1,473               | [ 利用客数 9 ]      |
| 2008年（平成20年）  |                     |                     | 1,494               | [ 利用客数 10 ]     |
| 2009年（平成21年）  |                     |                     | 1,405               | [ 利用客数 11 ]     |
| 2010年（平成22年）  |                     |                     | 1,320               | [ 利用客数 12 ]     |
| 2011年（平成23年）  |                     |                     | 1,438               | [ 利用客数 13 ]     |
| 2012年（平成24年）  | 452                 | 946                 | 1,398               | [ 利用客数 14 ]     |
| 2013年（平成25年）  | 459                 | 895                 | 1,354               | [ 利用客数 15 ]     |
| 2014年（平成26年）  | 457                 | 827                 | 1,284               | [ 利用客数 16 ]     |
| 2015年（平成27年）  | 400                 | 662                 | 1,062               | [ 利用客数 17 ]     |
| 2016年（平成28年）  | 357                 | 532                 | 889                 | [ 利用客数 18 ]     |
| 2017年（平成29年）  | 344                 | 490                 | 834                 | [ 利用客数 19 ]     |
| 2018年（平成30年）  | 352                 | 476                 | 829                 | [ 利用客数 20 ]     |
| 2019年（令和元年）  | 339                 | 459                 | 799                 | [ 利用客数 21 ]     |
| 2020年（令和02年）  | 181                 | 370                 | 551                 | [ 利用客数 22 ]     |
| 2021年（令和03年）  | 201                 | 381                 | 582                 | [ 利用客数 23 ]     |
| 2022年（令和04年）  | 257                 | 377                 | 635                 | [ 利用客数 24 ]     |
| 2023年（令和05年）  | 299                 | 375                 | 674                 | [ 利用客数 1 ]      |

## 駅周辺
海からやや離れた場所にあり、松島・五大堂などの観光地へは仙石線の松島海岸駅の方が近い。高城町駅は当駅から1キロメートルほどの距離である。中心市街地は高城町駅の方が近い。
- 松島町役場
- 松島郵便局
- 国道45号
- 宮城県道27号奥松島松島公園線
- 宮城県道145号高城町停車場線
- 宮城県道213号松島停車場線
- 松島町立松島第一小学校
- 松島町文化観光交流館「アトレ・るHall」
- 薬王堂宮城松島店
- 松島町営バス「松島町役場前」・大郷町住民バス「松島町役場」停留所

## 隣の駅
東日本旅客鉄道（JR東日本）
■東北本線
臨時快速「湯けむり号」停車駅
塩釜駅 - 松島駅 - 愛宕駅

### 施設上の隣の駅
東日本旅客鉄道（JR東日本）
東北本線支線（仙石線・東北本線接続線）
松島駅 - 高城町駅
- 仙石東北ラインの列車は、当駅で旅客扱いを行わない。

### 初代松島駅の隣の駅
日本国有鉄道
東北本線（山線・1950年9月30日時点）
利府駅 - （赤沼信号場） - 松島駅 - 品井沼駅

### 記事本文